# Franz von Weyrother
Franz von Weyrother (Wenen, 1755 - aldaar, 16 februari 1806) was een Oostenrijks generaal.
Weyrother trad in 1775 als cadet in het 22e Oostenrijks infanterieregiment "Lacy". In 1778 werd hij tot onderluitenant bevorderd en in 1789 tot kapitein voor moed in de Turkenoorlog. In 1794 was hij adjudant van de gouverneur van het fort van Mainz in de Eerste Coalitieoorlog. In 1797 werd hij kolonel.
In 1799 was hij verbindingsofficier met de Russische generale staf onder generaal Aleksandr Soevorov in de Tweede Coalitieoorlog. Hij vocht mee in de Slag bij Novi en plande de marsroute van Soevorov door de Alpen over de Gotthardpas. In 1800 werd hij kolonel en kwartiermeester van de Oostenrijkse hoofdmacht in Beieren. Tijdens de Slag bij Hohenlinden liep hij in een hinderlaag van Jean Victor Marie Moreau. In 1805 werd hij generaal-majoor en stafchef in het hoofdkwartier van generaal Michail Koetoezov en hoofdverantwoordelijke voor de planning van de Slag bij Austerlitz. Na de nederlaag trok hij zich terug en hij stierf twee maanden later.
- Gemeinsame Normdatei: 139105298
- International Standard Name Identifier: 0000 0000 7106 9479
- Virtual International Authority File: 100413193